# Go Too Far
Go Too Far – trzeci singel Jibbsa pochodzący z płyty Jibbs feat. Jibbs wydany w czerwcu 2007. Utwór raper wykonuje z piosenkarką Melody Thornton z zespołu The Pussycat Dolls. Zrealizowano do niego teledysk.